# Olar
Olar – miasto w Stanach Zjednoczonych, w stanie Karolina Południowa, w hrabstwie Bamberg.